# One-sided Love Affair
"One Sided Love Affair" o "One-sided Love Affair" ("Un amorío unilateral") es una canción popularizada por Elvis Presley de su álbum debut de 1956, Elvis Presley. 
Posteriormente, en agosto del mismo año (1956) también fue lanzado como single con "Money Honey" en el otro lado.

## Composición e historia
La canción (tanto la letra como la música) fue escrita por Bill Campbell. Presley grabó la canción el 30 de enero de 1956 en los estudios de la compañía RCA  de Nueva York. 
Hubo seis canciones cuidadosamente seleccionadas por el propio Steve Sholes, miembro de A&R, para que Presley las grabara para su primer álbum en las sesiones, pero "One-side Love Affair" fue la única que a Presley le gustó y grabó. 
En una entrevista del 24 de marzo de 1956, Presley citó la canción como la favorita del álbum. 

## Estilo musical y lírica
El libro "Song & Dance Man III: The Art of Bob Dylan" nota el cinismo de Presley en la canción, cuya letra dice: 

If you wanna be loved, (Si tu deseas ser amada)
baby you gotta love me too (nena, tu tienes también que amarme)
'Cos I ain't for no one-sided love affair: (Porque no estoy para nada para un amorío unilateral)
Well a fair exchange ain't no robbery (Bien, un intercambio justo no es para nada un robo)
An' the whole world knows that it's true... (Y el mundo entero sabe que es verdad...) 

El libro "The Art of Songwriting" califica la canción en sí (su música y letra) como "no excepcional", pero elogia la interpretación de Presley y el resultado final: 
El libro "Elvis Presley, Reluctant Rebel: His Life and Our Times: His Life and Our Times" describe "One-sided Love Affair" como un número "divertido", un "boogie-woogie pulido con un brillo pop y sin el peligro de la casa del barril, un concepto ya familiar en la era del swing." 